# Shihoro
Shihoro (japanska: 士幌町?, Shihoro-chō) är en landskommun (köping) i Hokkaido prefektur i Japan. 